# Thomas Kraft
Thomas Kraft (Kirchen, Alemania Federal, 22 de julio de 1988) es un exfutbolista alemán que jugaba de portero.

## Trayectoria
Desde el año 2006, Thomas Kraft jugó en el FC Bayern Múnich II como portero. Desde 2008 completó el trío de porteros del primer equipo del Bayern en la 1. Bundesliga, por detrás de Michael Rensing y de Hans-Jörg Butt.
El 1 de julio de 2011, Kraft fichó por el Hertha Berlín. Nueve años después, tras haber finalizado su etapa en el conjunto capitalino, anunció su retirada.

## Clubes
| Club                | País     | Año       |
| ------------------- | -------- | --------- |
| Bayern de Múnich II | Alemania | 2007-2008 |
| Bayern de Múnich    | Alemania | 2008-2011 |
| Hertha BSC          | Alemania | 2011-2020 |